# Sainte-Blandine (Deux-Sèvres)
Sainte-Blandine korábbi község Franciaország Új-Aquitania régiójában, Deux-Sèvres megyében. 2019. január 1-jén Aigonnay és Mougon-Thorigné községekkel egyesült és az így létrejött Aigondigné új község része lett.
Lakosainak száma 744 fő (2018. január 1.). Sainte-Blandine Brûlain, Celles-sur-Belle, Mougon, Prahecq, Saint-Médard és Thorigné községekkel határos.

## Népesség
A település népessége az elmúlt években az alábbi módon változott:
| Lakosok száma | 709  | 720  | 726  | 757  | 744  |
|               | 2013 | 2015 | 2016 | 2017 | 2018 |